# Titularbistum Hispellum
Hispellum (ital.: Spello) ist ein Titularbistum der römisch-katholischen Kirche. 
Es geht zurück auf einen untergegangenen Bischofssitz in der Stadt Spello, die in der mittelitalienischen Landschaft Umbrien  (spätantike Provinz Tuscia et Umbria) lag.
| Titularbischöfe von Hispellum |                                                     |                                              |                |              |
| Nr.                           | Name                                                | Amt                                          | von            | bis          |
| 1                             | Antoine Nguyên Van Thien                            | emeritierter Bischof von Vĩnh Long (Vietnam) | 12. Juli 1968  | 13. Mai 2012 |
| 2                             | Piergiorgio Bertoldi Titularerzbischof pro hac vice | Apostolischer Nuntius                        | 24. April 2015 |              |